# Amos Moses
«Amos Moses» es una canción escrita, grabada e interpretada por el artista estadounidense de música country Jerry Reed. Se lanzó el 19 de octubre de 1970 como el cuarto y último sencillo del álbum Georgia Sunshine. Este disco alcanzó el puesto más alto para Reed en el Billboard Hot 100, entrando al puesto n.º 97 el 31 de octubre de 1970 y alcanzando el 8.º entre el 27 de febrero y el 6 de marzo de 1971.  "Amos Moses" se certificó como disco de oro por 1 millón de ventas por la RIAA. También apareció en las listas en varios otros países y fue nº28 en Billboard's Year-End Hot 100 singles de 1971.

## Argumento
La canción trata sobre un cazador manco de caimanes cajún llamado Amos Moses. Era hijo de Doc y Hanna Milsap, que le pusieron el nombre de un religioso. Vive "unos 45 minutos al sureste de Thibodaux, Luisiana", poniendo esa ciudad en el mapa, por decirlo de alguna manera. Cuenta la historia de Amos, de cómo su padre usó al chico como cebo para cocodrilos y sus problemas con la ley por la caza ilegal de caimanes. Describe cómo el sheriff del pueblo se camufló en el pantano para atrapar al muchacho, pero nunca volvió a salir.

## Apariciones en otros medios
- La canción aparece en el videojuego Grand Theft Auto: San Andreas en la emisora de radio K-Rose[1]

- La canción aparece en un episodio de la serie de televisión My Name is Earl.
- Ha sido versionada y grabada por Les Claypool dos veces. Primero apareció en su EP Primus' Rhinoplasty[2] y después en su álbum de 2014 Duo de Twang.[3][4]
- También hay una versión de Alabama 3 en su álbum M.O.R.[5][6] Y otra de los Pleasure Barons en su álbum de 1993 Live in Las Vegas, con Mojo Nixon en la voz principal.[7][8]
- Hay una versión rock de "Amos Moses"  de la The Sensational Alex Harvey Band's en su álbum de 1976 SAHB Stories.[9]
- En el programa de radio de la Cadena SER, La vida moderna,  se utiliza como sintonía para la sección "Ser moderno hoy", presentada por Ignatius Farray.[10]

## Posiciones en las listas

### Lista semanal
| Listas (1970–71)                 | Posición |
| -------------------------------- | -------- |
| Canadian RPM Top Singles         | 2        |
| U.S. Billboard Hot 100           | 8        |
| U.S. Billboard Hot Country Songs | 16       |
| Australia (Go-Set)               | 38       |

### Lista anual
| Listas (1971)            | Posición |
| ------------------------ | -------- |
| Canadian RPM Top Singles | 35       |
| U.S. Cashbox Top 100     | 64       |
| U.S. Billboard Hot 100   | 28       |